# پانگکی (گمینا خوروشچ)
پانگکی (به لهستانی:  Pańki) یک روستا در لهستان است که در گمینا خوروشچ واقع شده‌است. پانگکی ۳۴۵ نفر جمعیت دارد.